# Arevik
Pour l’article homonyme, voir Arevik (Shirak).
Arevik (en arménien Արևիկ ; anciennement Aghja-Arkh) est une communauté rurale du marz d'Armavir, en Arménie. Elle compte 2 748 habitants en 2009.